# ステファニー・ガードナー
ステファニー・ガードナー（英語: Stephanie Gardner, 1989年11月11日 - ）は、アメリカ合衆国出身、ブラジルのフィギュアスケート選手（女子シングル）。国際スケート連盟選手権にブラジルからはじめて参加した選手。

## 経歴
9歳からアナハイムでスケートを始めたが、全米フィギュアスケート選手権予選に出場することはなく、主にシンクロナイズドスケーティングに取り組んだ。
ガードナーの母がブラジルの出身であり、ガードナー家は毎年数か月ブラジルに滞在していたが、ブラジルのリンクで当地のテレビ局の番組に参加したことがきっかけとなり、ブラジル代表として2007年四大陸フィギュアスケート選手権に参加。国際スケート連盟選手権にブラジルからはじめて参加した選手となった。なおほぼ同時期に開かれた2007年冬季ユニバーシアードフィギュアスケート競技にシモーネ・パストゥシャクが参加し、国際スケート連盟が行う競技会に初めて参加したブラジルの選手となっている。

## 主な戦績
| 2006-2007 シーズン  |                                                              |          |    |      |
| 開催日              | 大会名                                                       | SP       | FS | 結果 |
| 2007年2月5日 - 11日 | 2007年四大陸フィギュアスケート選手権（コロラドスプリングス） | 26 18.69 | -  | 26   |

## プログラム
| シーズン  | SP                                                                  | FS                                                        |
| --------- | ------------------------------------------------------------------- | --------------------------------------------------------- |
| 2006-2007 | イパネマの娘 作曲：アントニオ・カルロス・ジョビン 振付：Lia Trovati | Carioca - Copacabana 作曲：Erich Künzel 振付：Lia Trovati |